# Тищенко Зоя Василівна
Зо́я Васи́лівна Ти́щенко (6 липня 1963, с. Тютьки, Вінницький район) — українська поетка, член Національної спілки журналістів України (1995), Національної спілки письменників України (2018).

## Біографія
Народилась 6 липня 1963 року в с. Тютьки Вінницького району на Вінниччині. Після закінчення технікуму громадського харчування у Вінниці працювала в одному з обласних обчислюваних центрів, гаражно-будівельному кооперативі, але подальше своє життя від 1994 року й дотепер пов'язала із журналістикою. Працюючи відтоді на Вінницькому обласному радіо, випускала авторські програми: «Радіосвітлиця», «Світанкове село (Крапка на карті - з 2018 року)», «Вечірній дзвіночок (до 2018 року)», «З пригорщів природи» та ін. Закінчила Інститут журналістики Київського національного університету імені Тараса Шевченка (2001).

Живе у Вінниці. Учасниця місцевого літературно-мистецького об'єднання «Автограф».

## Літературна діяльність
Поетка. Друкує вірші з 1992 р. Авторка:

збірок лірики —
- «Татарське зілля» (1996)[3];
- «Татів сад» (2017)[4];

віршованих книжок для дітей —
- «У кого найкращий татко?» (2007);
- «Неслухняний Буцько» (2008).
- «Капризна осінь» (2018).

Друкується у періодиці, зокрема є публікації у журналах «Вінницький край», «Вінничанка», газеті «Пульсуючі джерела» та ін.

## Галерея
|                                           |
| Обкладинка книги «Татарське зілля» (1996) |

|                                                  |
| Обкладинка книги «У кого найкращий татко» (2007) |

|                                              |
| Обкладинка книги «Неслухняний Буцько» (2008) |

|                                     |
| Обкладинка книги «Татів сад» (2017) |

## Нагороди і почесні звання
- Літературно-мистецька премія «Кришталева вишня» (1996)[9];
- Заслужений журналіст України (2012).